# 瓦亚诺-克雷马斯科
瓦亚诺-克雷马斯科（義大利語：Vaiano Cremasco），是意大利克雷莫纳省的一个市镇。总面积6.2平方公里，人口3900人，人口密度629.0人/平方公里（2009年）。国家统计（ISTAT）代码为019111。

## 友好城市
- 法國Veigy-Foncenex
- 古巴帕德雷港